# Hanma Technology

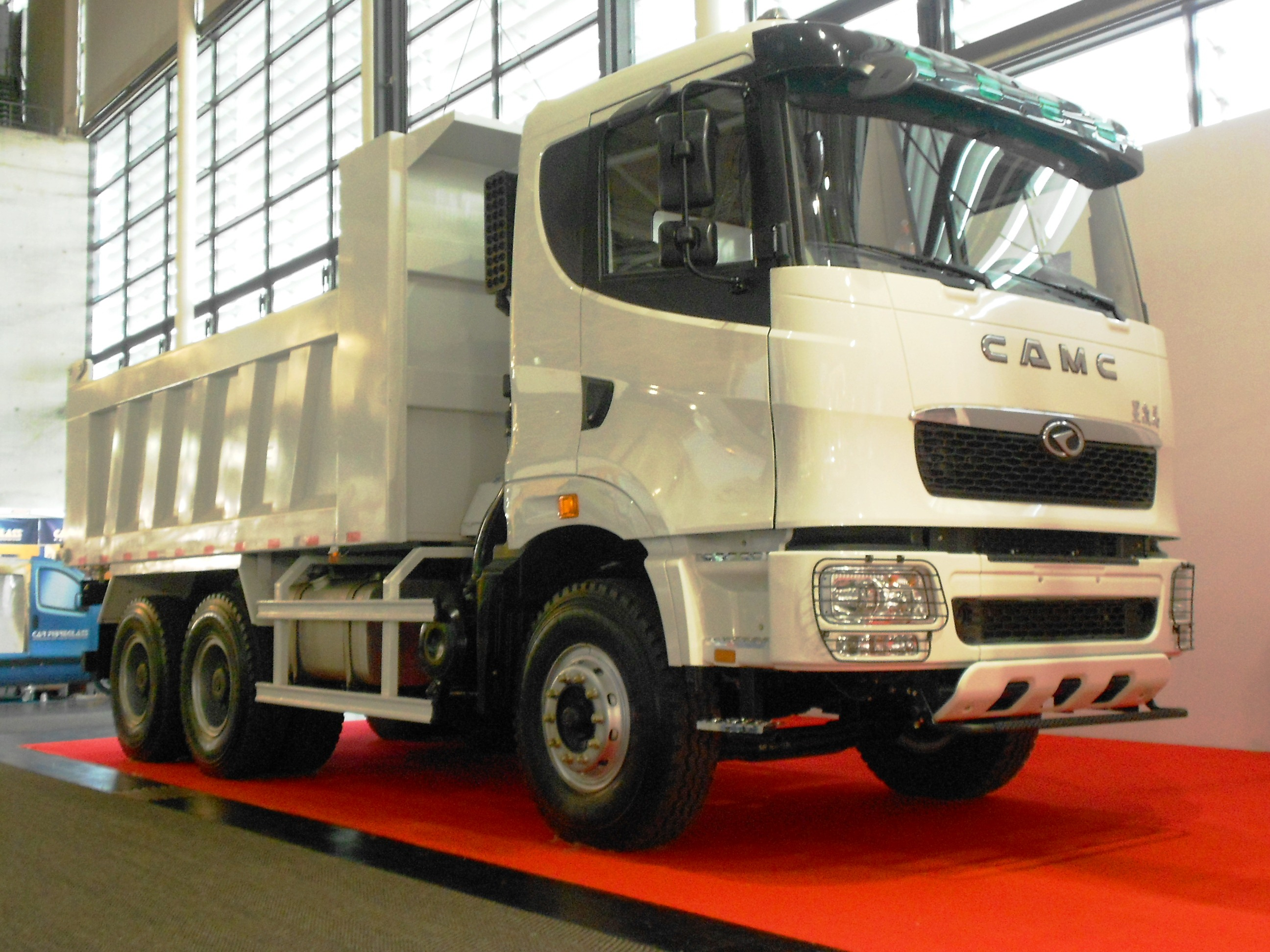
Самосвал CAMC 3250 на выставке IAA (2012 год)

Hanma Technology Group Co., Ltd. (ранее Hualing Xingma Automobile (Group) Co., Ltd.) — китайский производитель грузовых автомобилей, основанный 12 декабря 1999 года. На внешнем рынке компания продаёт автомобили под торговой маркой CAMC (рус. КАМК/ЦАМС). Контролирующим акционером является компания Geely, которой принадлежит 28,01% акций Geely New Energy Commercial Vehicle Group.

## История
Компания Hualing Xingma была основана в 1970 году. Первоначально она выпускала строительные материалы. С 1980-х годов компания выпускала цементовозы и бетоносмесители. 12 декабря 1999 года Hualing Xingma была переименована в Hanma Technology, а в апреле 2003 года компания была зарегистрирована на Шанхайской фондовой бирже. В том же году было подписано соглашение с компанией Mitsubishi Fuso по производству грузовых автомобилей. Первое шасси сошло с конвейера в 2004 году. В 2005 году компания Hanma Technology стала экспортировать автомобили на другие рынки. Второе поколение автомобилей выпускается с 2008 года. В марте 2011 года дочерней компанией Hanma Technology стала Anhui Hualing Automobile Co., Ltd. в рамках реструктуризации активов. С 2012 года компания выпускает дизельные двигатели.
В 2014—2015 годах ввиду финансового кризиса 2007—2008 годов спрос на продукцию компании был снижен. В 2016 году компания получила прибыль за счёт инвестиций акционеров, чтобы избежать рыночного правила, по которому компании, терпящие убытки три года подряд, исключались из списка. В конце 2015 года компания участвовала в неудачной реорганизации активов через Anliang Xiushan Construction Corporation. В июне 2017 года было объявлено, что китайский государственный конгломерат CHTC получит 15,24% контроля акций Hualing Xingma от Xingma Group, став крупнейшим акционером. В августе 2017 года компания Hualing Xingma объявила, что различные сложности помешают приобретению Hubei Xinchufeng, но соглашение о приобретении доли CHTC всё ещё оставалось в силе. В октябре 2017 года CHTC объявила о расторжении соглашения, поскольку не было достаточных гарантий для инвестиций.
В конце июля 2020 года акционером компании Hanma Technology стала Geely New Energy Commercial Vehicle Group.

## Подразделения
Компания Hanma Technology имеет 5 подразделений: Anhui Hualing Automobile Co., Ltd., Anhui Xingma Automobile Co., Ltd., Anhui Xingkaima Power Co., Ltd., Anhui Hualing Axle Co., Ltd. и Anhui Forma Automobile Parts (Group) Co., Ltd. Основной деятельностью компании являются исследования и разработки. Продукция экспортируется в Восточную Европу, Северную Африку, Юго-Восточную Азию и Южную Америку. Также поддерживаются технические партнёрские отношения с японскими компаниями Mitsubishi Fuso и Isuzu.

## Модельный ряд
- САМС 4x2 — седельный тягач.
- CAMC 655182 — самосвал с колёсной формулой 8*4.
- CAMC 6x4 — седельный тягач.
- CAMC 3601 — карьерный самосвал.
- CAMC 3310 — самосвал с колёсной формулой 8*4.
- CAMC 69365 — бетоносмеситель.
- CAMC 3250 — самосвал с колёсной формулой 6*4[8].

Возможны и другие варианты.